# Théâtre des Funambules
Théâtre des Funambules (česky Divadlo provazochodců) bylo divadlo v Paříži. Nacházelo na Boulevardu du Temple v 11. obvodu.

## Historie
Dřevěná stavba divadla byla vybudována v roce 1816 a se svými 500 místy patřilo k nejmenším tzv. bulvárním divadlům na Boulevardu du Temple. Stálo na jeho východní straně a přiléhalo těsně na Théâtre de la Gaîté. Divadlo otevřel akrobat Philippe Deburau se svou rodinou. V divadle se hrály hry beze slov, takže se omezovalo pouze na pantomimu.
Ve 30. letech 19. století po tzv. „Bitvě o Hernaniho“, kdy v divadelním prostředí zvítězil romantismus a došlo k nové orientaci pařížských divadel, se prohloubil význam divadla. Nejznámějším hercem tohoto období se stal Jean Gaspard Deburau, který si jako představitel melancholického Pierota získal světovou proslulost.
Divadlo bylo, tak jako i další budovy, strženo v roce 1862 kvůli rozšíření bulváru a Place de la République při přestavbě Paříže.
Pro účely filmu Děti ráje, který v letech 1943-1945 natočil Marcel Carné o osudech J. G. Deburaua, bylo divadlo i celá část ulice znovu v ateliérech rekonstruována.